# Separator (programowanie)
Separator (programowanie) – rodzaj ogranicznika zdefiniowanego w składni określonego języka programowania i stanowiącego element kodu źródłowego rozdzielający w ciągu znaków kodu źródłowego poszczególne jednostki leksykalne.

## Funkcje separatora
Kod źródłowy składa się na podstawowym poziomie z ciągu znaków, jednak z punktu widzenia programisty i programu translatora, z jednostek leksykalnych, jako podstawowych jednostek tekstu mających określone znaczenie (interpretację) w danym języku. Aby poszczególne jednostki leksykalne mogły zostać przez translator wyodrębnione z ciągu znaków stanowiącego kod źródłowy, muszą zostać rozdzielone ustalonymi w definicji języka jednostkami nazywanymi separatorami lub ogranicznikami.
Tak więc separatory w swojej podstawowej funkcji umożliwiają podział tekstu na jednostki leksykalne. Oprócz tej funkcji, separator może:
- stanowić pewną jednostkę leksykalną o określonym znaczeniu w kodzie źródłowym (np. operator),
- stanowić znak interpunkcyjny wyodrębniający większe jednostki kodu o określonym znaczeniu (np. terminator lub separator instrukcji, separator listy itd.),
- nie mieć znaczenia w kodzie poza funkcją separatora, ale może zostać wprowadzony nadmiarowo w celu formatowania tekstu kodu źródłowego (np. kilka spacji na początku wiersza lub znak tabulacji, w celu wymuszenia wcięcia na wydruku kodu źródłowego)
- pełnić wyłącznie funkcję separatora.

Pewne pary jednostek leksykalnych nie wymagają rozdzielenia separatorem. Na przykład identyfikator zmiennej i operator (który sam stanowić może separator) zapisany w wyrażeniu w większości języków nie musi być w typowym przypadku rozdzielany separatorem, gdyż same zasady notacji tych jednostek leksykalnych umożliwiają ich wyodrębnienie z kodu źródłowego.

## Rodzaje separatorów
Różne języki programowania mogą mieć zdefiniowany różny zestaw separatorów i własne zasady ich stosowania. Do typowych separatorów należą:
- białe znaki
  - spacja
  - znak nowej linii
  - znak powrotu karetki
  - znak tabulacji
- komentarze
- operatory
- nawiasy
  - w wyrażeniach
  - w indeksowaniu struktur danych
  - w specyfikacji list parametrów lub argumentów podprogramów
  - w zapisie wartości złożonych (np. tablicowych, rekordowych, zbiorowych, listowych itd.)
- znaki interpunkcyjne
  - terminator instrukcji (np. średnik ";" w języku C)
  - separator instrukcji (np. średnik ";" w języku Pascal)
  - separator listy (parametrów, argumentów, literałów prostych w zapisie wartości złożonych, np. przecinek ",")

## Separatory w wyrażeniach
W większości uniwersalnych języków programowania wyrażenia mogą być zapisywane w notacji zbliżonej do matematycznej, bez konieczności stosowania wewnątrz zapisu wyrażeń dodatkowych znaków rozdzielających poszczególne jednostki leksykalne występujące w wyrażeniu, tj. literałów (np. liczbowych, znakowych, łańcuchowych i innych), identyfikatorów zmiennych, wywołań funkcji, operatorów itd. Z tego względu funkcję separatorów przejmują zastosowane w wyrażaniu operatory i nawiasy, jak np.:
```
 a:=d+15*func_t(b-c,x);
```

gdzie znak operatora "+" jest separatorem dla identyfikatora "d" i literału liczbowego "15", a  nawias otwierający "(" dla identyfikatora funkcji "func_t" i identyfikatora zmiennej "b", itd.
W pewnych przypadkach nie jest wymagane w ogóle rozdzielanie elementów wyrażenia separatorem, znany jest przykład w języku C dotyczący operatorów ++ i -- w połączeniu z operatorami + i -, np.:
```
 a=b+++c;
```

W powyższym przykładzie wyrażenia zapisano ciąg znaków "+++", który w języku C nie został zdefiniowany. Zdefiniowane są za to operator + i operator ++. Ponieważ nie zastosowano żadnego separatora, to interpretacja tego napisu zostanie przeprowadzona zgodnie z zasadą przyjętą w tym języku, że w tekście kodu źródłowego za kolejną jednostkę leksykalną przyjmuje się najdłuższy ciąg znaków, który może taką jednostkę stanowić. Oznacza to, że powyższy zapis zostanie zinterpretowany jak zapis:
```
 a=(b++)+c;
```

Aby zapisać to wyrażenie jako
```
 a=b+(++c);
```

oprócz powyższej konstrukcji z nawiasami można też zastosować separator, np. spację:
```
 a=b+ ++c;
```

a nawet mało czytelny separator w formie komentarza pustego:
```
 a=b+/**/++c;
```

## Separatory w językach programowania
| języki programowania                                                                                       | białe znaki | białe znaki | białe znaki | białe znaki | białe znaki | białe znaki   | komentarze | operatory | nawiasy | znaki interpunkcyjne                                                                 |
| języki programowania                                                                                       | spc=32      | tab=9       | nl=10       | cr=13       | inne        | w wyrażeniach | komentarze | operatory | nawiasy | znaki interpunkcyjne                                                                 |
| --- | ----------- | ----------- | ----------- | ----------- | ----------- | ------------- | ---------- | --------- | ------- | ------------------------------------------------------------------------------------ |
| Forth | +           | –           | –           | +           | null=0      | wymagane      | –          | –         | –       | –                                                                                    |
| Turbo Pascal                                                                                               | +           | +           | +           | +           | FF=12       | dopuszczalne  | { }, (* *) | +         | (), []  | - separator instrukcji: ";" - separator list: "," - terminator programu, modułu: "." |
| Turbo Prolog                                                                                               | +           | +           | +           | +           | –           | dopuszczalne  | /* */      | +         | (), []  | , ; . \|                                                                             |
| Snobol | +           | +           | +           | +           | –           | wymagane      | –          | –         | ()      | ; :                                                                                  |
| Uwaga: - + : oznacza możliwość stosowania jako separatora - – : brak możliwości stosowania jako separatora |             |             |             |             |             |               |            |           |         |                                                                                      |